# First Down (Prison Break)
First Down este al  4-lea episod din sezonul al 2-lea al serialului de televiziune Prison Break.